# Epícides de Siracusa
Epícides de Siracusa (grec antic: Ἐπικύδης, Epikýdēs, llatí: Epicydes) fou un militar cartaginès però grec per part de pare i nascut a Siracusa.
Desterrat el seu avi de Siracusa per Agàtocles, se'n va anar a establir a Cartago, segons du Polibi. Va servir a l'exèrcit d'Hanníbal a Hispània i Itàlia junt amb el seu germà gran Hipòcrates, i es va distingir.
Després de la batalla de Cannes, Jerònim de Siracusa va enviar ambaixadors a Hanníbal i aquest va seleccionar als dos germans per tractar amb els siracusans i els va enviar a la capital siciliana l'any 215 aC.
Epícides i el seu germà van convèncer el jove rei d'abandonar el camp romà, però l'assassinat de Jerònim poc després, (214 aC) i la revolució que va seguir, va esguerrar els plans. Van demanar a les noves autoritats un salvaconducte però al cap de poc, degut als esdeveniments que es produïen, van veure que seria millor quedar-se allà i van aconseguir amb les seves intrigues ser elegits generals en el lloc d'Andranòdoros i Temist (Andranodorus i Themistus).
Quan els partidaris de Roma (que tenien el suport d'Andranòdoros) van aconseguir el triomf a Siracusa, Epícides es va reunir amb al seu germà Hipòcrates que havia estat enviat a Leontins amb una força militar, però Leontins va ser ocupada ràpidament per Marc Claudi Marcel.
Les crueltats dels romans van encoratjar als siracusans i als mercenaris estrangers al servei de Siracusa, i Hipòcrates i Epícides, que havien fugit a Erbessos, es van aprofitar de la situació i quan van enviar als mercenaris a buscar-los, els van convèncer i es van amotinar i passar al seu costat, i van retornar a Siracusa apoderant-se de la ciutat sense gaire resistència l'any 213 aC) on van ser nomenats generals, segons diu Titus Livi. Andranòdoros no va tardar a ser assassinat.
Marcel va anar immediatament a assetjar Siracusa que els dos germans van defensar amb energia, i van obligar els romans a retirar-se. Quan els romans es van veure obligats a convertir el setge en un bloqueig, Epícides va continuar com a cap de Siracusa i Hipòcrates va passar a combatre a altres llocs de Sicília. Els romans però van sorprendre les Epipolae, un barri de Siracusa i la clau d'accés, de les que es van apoderar. Va seguir resistint intentant coordinar-se amb el seu germà i amb les forces del general Himilcó que atacaven des de fora.
Derrotat Hipòcrates, va anar a trobar al general Bomilcar que avançava amb la flota cartaginesa en ajut de Siracusa, però quan Bomilcar es va haver de retirar, va abandonar Siracusa (212 aC) que considerava irremissiblement perduda, i es va dirigir cap a Agrigent on va cooperar amb els amotinats númides fins que la ciutat va caure en mans dels romans l'any 210 aC fugint llavors a Cartago amb el general Hannó. La seva sort final es desconeix.